# Fulvio Florean
Fulvio Florean (Savona, 21 ottobre 1966) è un copilota di rally italiano.

## Carriera
Inizia partecipando al corso navigatori indetto da Opel e Autosprint e il suo debutto avviene al Rally Monti Savonesi del 1988 su una Renault 5 GT Gruppo A.
Nel 1994, la sua prima vittoria assoluta è al fianco di Giordano su una Ford Sierra Gruppo A.
Vanta partecipazioni al Campionato del mondo rally, Campionato Italiano, European Rally Championship, International Rally Cup, ERC, Trofeo Rally Asfalto, Trofeo Rally Nazionale.
Dopo qualche esperienza come Direttore Sportivo di alcuni Rally Team, diventa istruttore di guida sportiva e sicura con base presso l'Autodromo nazionale di Monza.
Nel 2013, al fianco di Elwis Chentre con una Abarth Grande Punto S2000, vince la Coppa Italia Rally.
Nel 2016 sempre con il forte pilota valdostano Elwis Chentre vince l'International Rally Cup a bordo di una Ford Fiesta RS WRC